# Linux oops

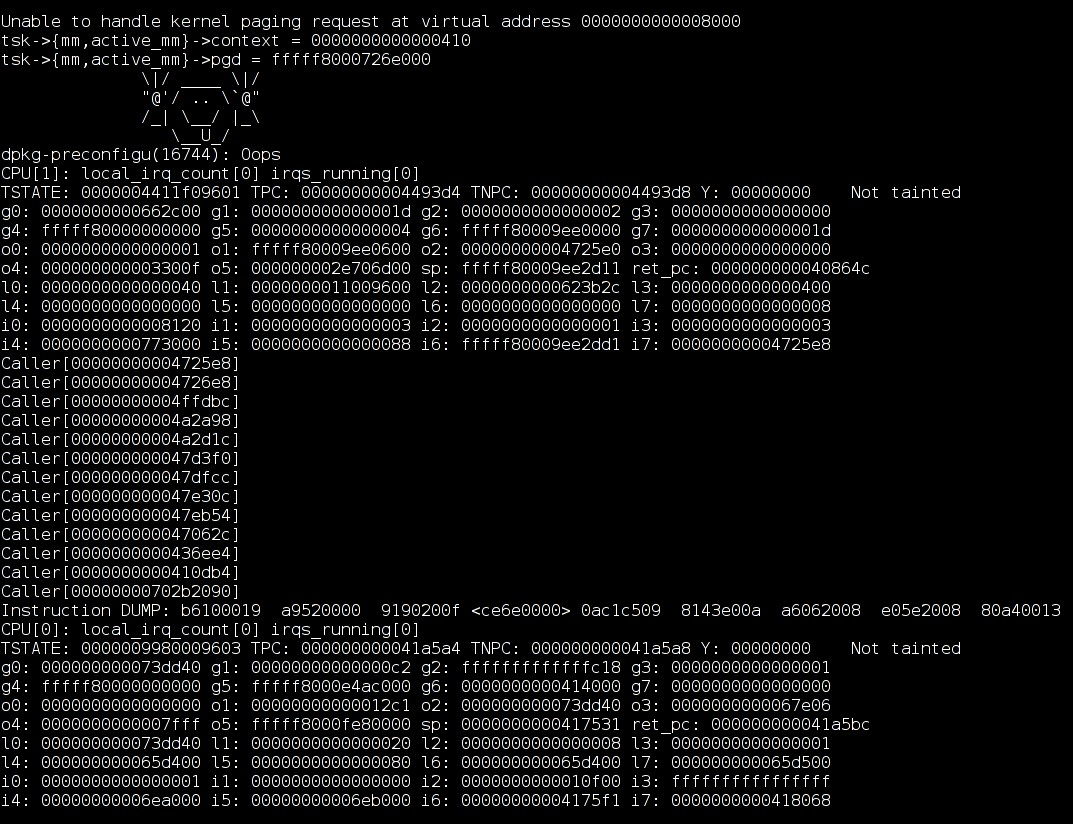
Linux kernel oops на SPARC

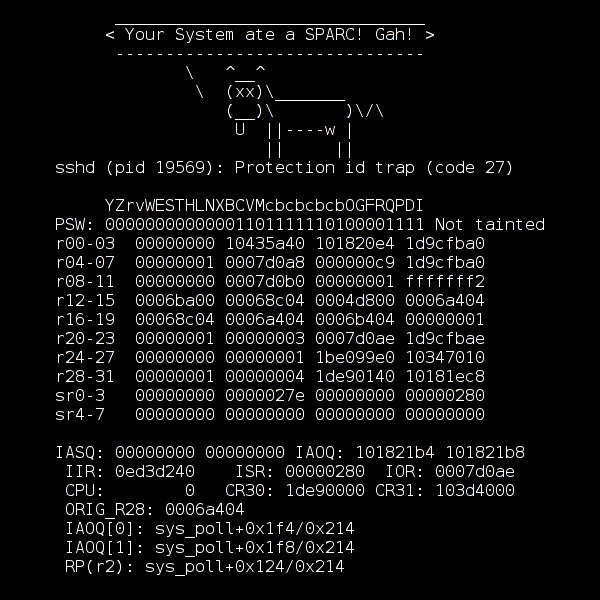
Linux kernel oops на PA-RISC

Стан oops сигналізує про відхилення у роботі ядра. Найчастіше декілька повідомлень oops приводять до стану Kernel Panic. Це відбувається коли ядро намагається звернутися до ресурсів які були втрачені. Linux Oops не означає нічого окрім помилки. Повідомлення використовується ядром Linux для зневадження та виправки проблеми.
Офіційна документація Linux описує oops у файлі Documentation/oops-tracing.txt сирцевих кодів.
Kerneloops утиліта для збору та поданням oops повідомлень ядра на сайт kerneloops. Вона надає статистичні дані і доступ спільноті до повідомлених oops.